# 高安山
高安山（たかやすやま）は、大阪府と奈良県との境に位置する山。標高は487.5mである。鉢伏山の異称がある。大和国と河内国を結ぶ要衝で、飛鳥時代には高安城が築かれた。

## 地理
生駒山地の南方の大阪府八尾市服部川と奈良県生駒郡平群町久安寺との境に位置するが、頂上（三角点）はわずかに大阪府側に位置する。そのすぐ南に大阪管区気象台の気象観測レーダー（地元では「高安山レーダー」と言われている）がある。
山頂の東側・奈良県側に「信貴生駒スカイライン」が通っている。
以下のハイキングコースが設定されている。
- 十三峠越えルート（近鉄服部川駅 - 高安山山頂 - 近鉄西信貴鋼索線高安山駅）[2]
- 立石峠越えルート（近鉄信貴山口駅 - 高安山山頂 - 近鉄西信貴鋼索線高安山駅）[2]
- おおみち越えルート（近鉄信貴山口駅 - 高安山山頂）[2]
- 信貴越えルート（黒谷道）（近鉄信貴山口駅 - 高安山駅）[2]
- 信貴越えルート（岩戸道）（近鉄信貴山口駅 - 高安山駅）[2]
- 恩智越えルート（近鉄恩智駅 - 恩智神社 - 信貴山山域）[2]

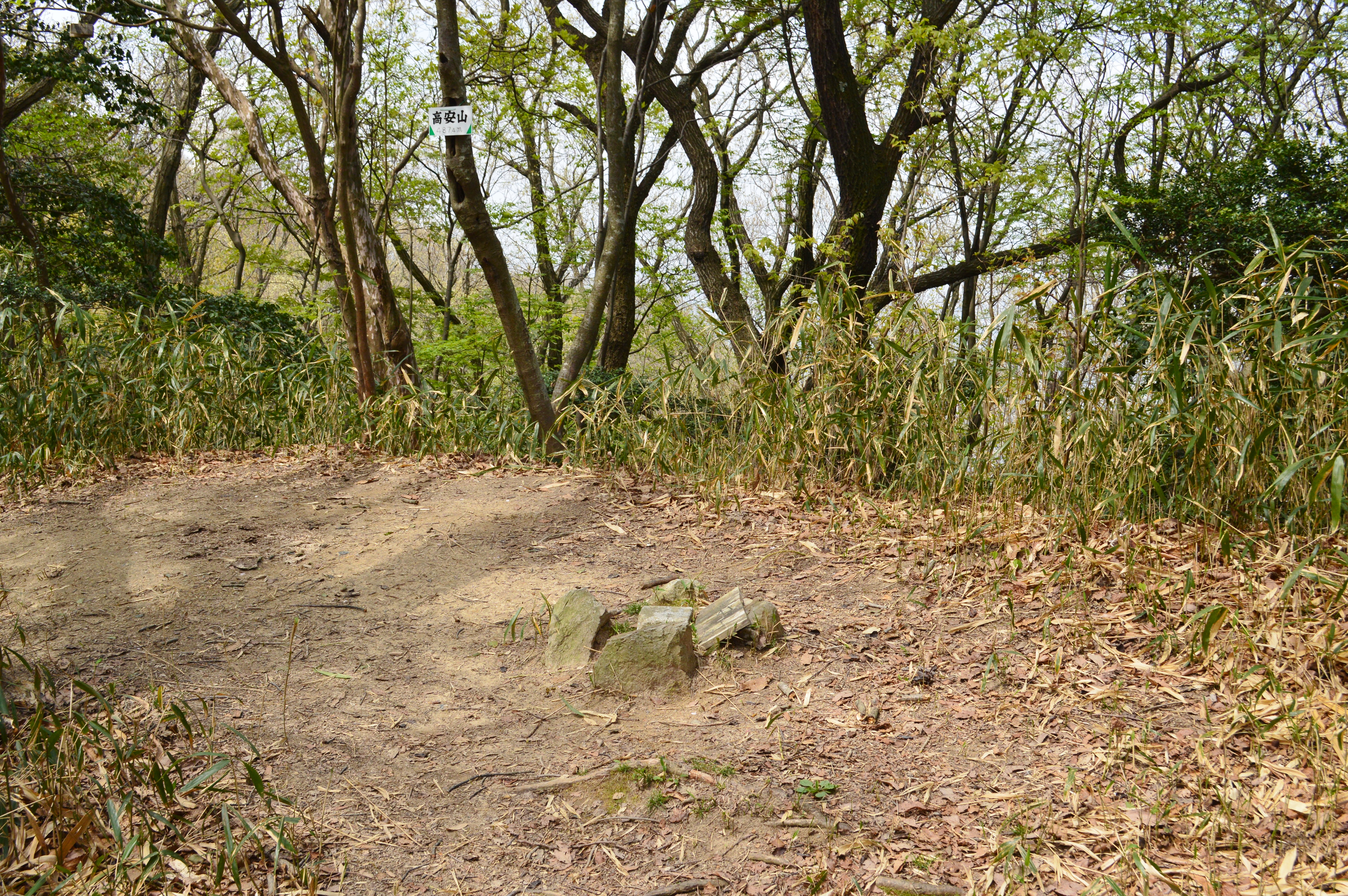
山頂
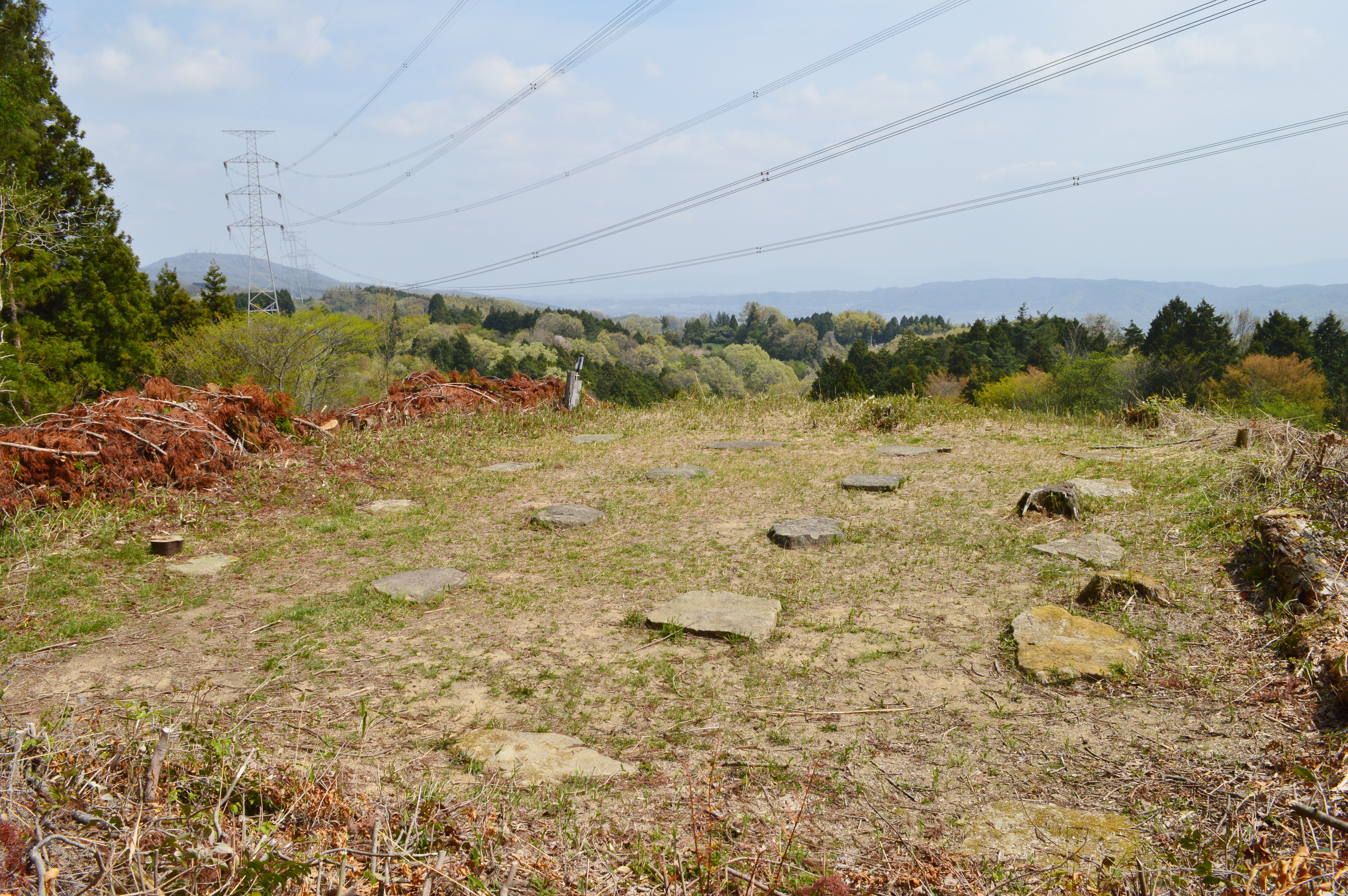
高安城跡
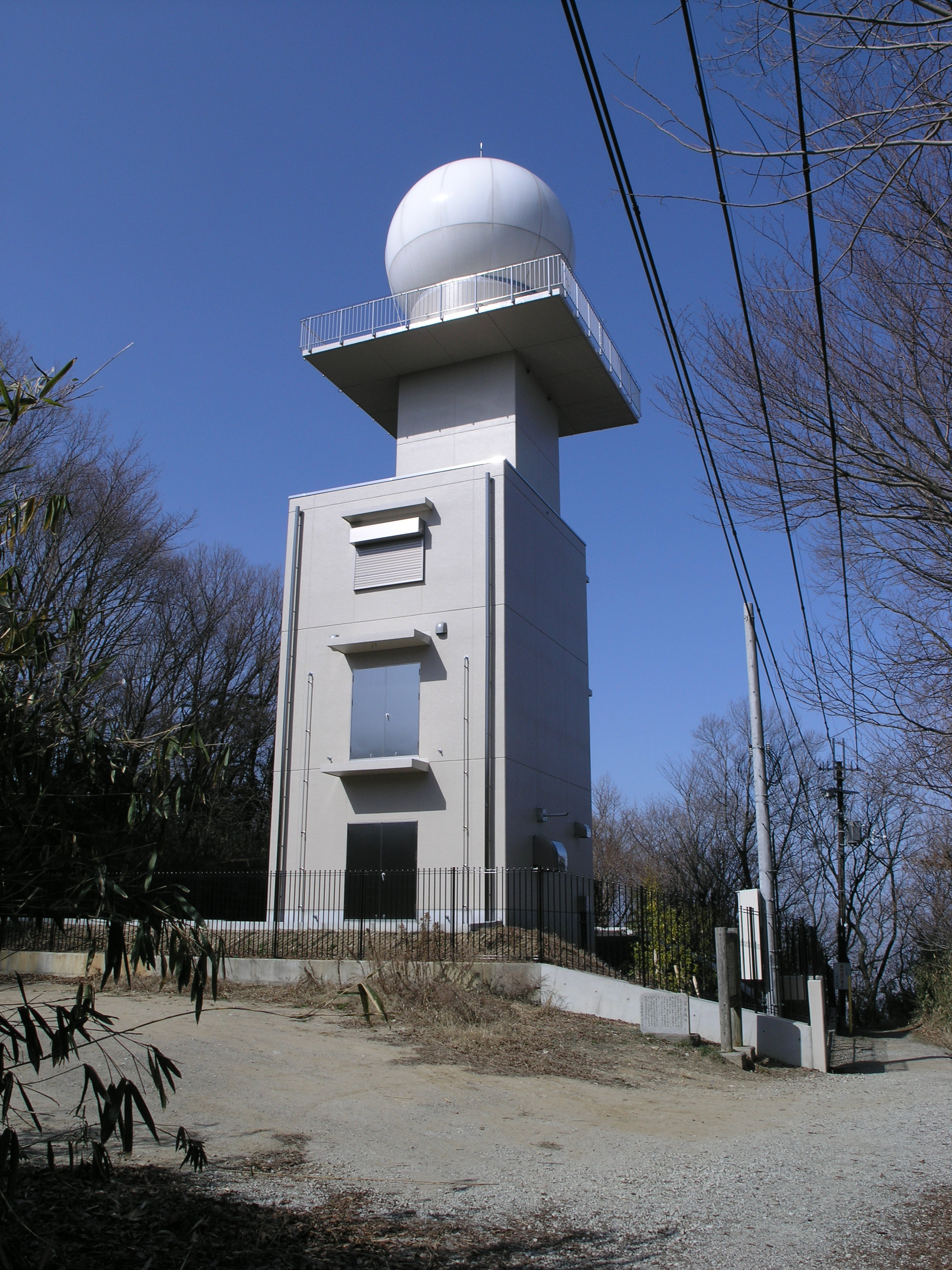
山頂の近くにある高安山気象レーダー

## 交通アクセス
- 近鉄西信貴鋼索線 高安山駅からハイキングコースを徒歩にて。